# 索普拉纳
索普拉纳（義大利語：Soprana），曾是意大利比耶拉省的一个市镇。总面积5平方公里，人口775人，人口密度155.0人/平方公里（2009年）。ISTAT代码为096062。
2019年1月1日，索普拉纳与其它三个市镇一起合并为新的瓦尔迪拉纳市镇。